# Boidie
Boidie är ett departement i Mali.   Det ligger i regionen Ségou, i den sydvästra delen av landet, 130 km nordost om huvudstaden Bamako.